# جيف باردو
جيف باردو (بالإنجليزية: Jeff Pardo)‏ هو كاتب أغاني ومنتج أسطوانات أمريكي، ولد في 18 ديسمبر 1981 في شيكاغو في الولايات المتحدة.

## روابط خارجية
- جيف باردو على موقع IMDb (الإنجليزية)
- جيف باردو على موقع ميوزك برينز (الإنجليزية)
- جيف باردو على موقع ديسكوغز (الإنجليزية)